# Arachis pseudovillosa
Arachis pseudovillosa là một loài thực vật có hoa trong họ Đậu. Loài này được (Chodat & Hassl.) Krapov. & W.C miêu tả khoa học đầu tiên.